# News & Co.
News & Co. er et nyhedsprogram, der sendes på TV 2 News på hverdage mellem 16 og 18.
Programmet blev sendt første gang 23. januar 2017 og har fokus på de vigtigste dagsordner, som værterne diskuterer med et panel, der består af tre gæster. 
Lasse Sjørslev og Janni Pedersen udgjorde det oprindelige værtspar, men sidenhen er der flere skiftende værter på programmet, blandt andet Charlotte Beder, Johan Engbo, Josefine Kofoed, Thomas Buch-Andersen, Karen-Helene Hjort, Anders Havndrup og Søren Lippert. Blandt emnerne er udland, politik og finans.
I 2019 havde programmet en share på op mod ti procent i tidsrummet 16-18.

## Udvalgte paneldeltagere
- Anna Libak
- Astrid Haug
- Ditlev Tamm
- Drude Dahlerup
- Elof Westergaard
- Eva Steensig
- Hans Engell
- Henrik Drusebjerg
- Jakob Engel-Schmidt
- Jakob Kvist
- John Wagner
- Lars Møller
- Lawand Hiwa Namo
- Lykke Friis
- Nathalie Ostrynski
- Nikolaj Steen
- Nina Groes
- Noa Redington
- Peter Aalbæk Jensen
- Peter Westphael
- Poul Madsen
- Stina Vrang Elias
- Søs Marie Serup
- Tine Aurvig-Huggenberger
- Nicolai J Nissen
- Torsten Jansen
- Vincent F. Hendricks